# Ana Ganza
Ana Ganza (Kraljeva Velika, Novska, 16. srpnja 1947.), hrvatska domovinska i iseljenička književnica. Piše pjesme.

## Životopis
Osnovnu i srednju školu završila je u rodnom kraju. U Zagrebu je diplomirala 1972. na Fakultetu ekonomskih znanosti. Zaposlila se je kao prosvjetna radnica. Radila je u Malom Lošinju na Srednjoškolskom centru. Udala se je za Krešimira Ganzu, poslije progonjena studentskog vođu iz 1971. godine. Zbog političkih progona bila je prisiljena često s obitelji seliti i mijenjati radna mjesta. Zadnje odredište u državi bilo je Bugojno, otkamo su morali otići 1977. pod političkim pritiskom. Ona i suprug uspjeli su prebjeći u Italiju i dobiti politički azil. U Italiji su bili više mjeseci u logoru Latina u rimskoj okolici. Potom su se odselili u Kanadu u Hamilton. Odmah se je uključila u rad hrvatskih škola te je predavala po raznim mjestima hrvatski, povijest, pa i folklor. Jedna je od predstavnica hrvatskih škola pri Kanadskom zavodu za obrazovanje.  Osobno se neprekidno usavršavala na sveučilišnim programima. Između ostalih završila je studij na Mohawk College u Hamiltonu s područja računala ili poslije na Torontskom sveučilištu diplomirala je i specijalizirala na području izobrazbe. Pisala je prosvjetne i novinske priloge koje je objavila u Zajedničaru, Hrvatici, Glasu Koncila i drugdje. Objavila je 1993. godine u Torontu zbirku pjesama Ognjište staro.
Šimun Šito Ćorić uvrstio ju je u svoju antologiju 60 hrvatskih emigrantskih pisaca.